# Рандалія (Айова)
Рандалія (англ. Randalia) — місто (англ. city) в США, в окрузі Фаєтт штату Айова. Населення — 50 осіб (2020).

## Географія
Рандалія розташована за координатами 42°51′49″ пн. ш. 91°53′11″ зх. д. / 42.86361° пн. ш. 91.88639° зх. д. (42.863596, -91.886447).  За даними Бюро перепису населення США в 2010 році місто мало площу 0,56 км², уся площа — суходіл.

## Демографія
Згідно з переписом 2010 року, у місті мешкало 68 осіб у 29 домогосподарствах у складі 21 родини. Густота населення становила 121 особа/км².  Було 37 помешкань (66/км²).
Расовий склад населення:
| - 94,1 % — білих |

До двох чи більше рас належало 5,9 %. Частка іспаномовних становила 0,0 % від усіх жителів.
За віковим діапазоном населення розподілялося таким чином: 17,6 % — особи молодші 18 років, 64,8 % — особи у віці 18—64 років, 17,6 % — особи у віці 65 років та старші. Медіана віку мешканця становила 41,5 року. На 100 осіб жіночої статі у місті припадало 126,7 чоловіків;  на 100 жінок у віці від 18 років та старших — 133,3 чоловіків також старших 18 років.
Середній дохід на одне домашнє господарство  становив 41 267 доларів США (медіана — 40 625), а середній дохід на одну сім'ю — 49 887 доларів (медіана — 51 250). Медіана доходів становила 33 750 доларів для чоловіків та 33 125 доларів для жінок. За межею бідності перебувало 21,3 % осіб, у тому числі 40,0 % дітей у віці до 18 років та 20,0 % осіб у віці 65 років та старших.
Цивільне працевлаштоване населення становило 32 особи. Основні галузі зайнятості: освіта, охорона здоров'я та соціальна допомога — 31,3 %, виробництво — 15,6 %, транспорт — 12,5 %, публічна адміністрація — 12,5 %.